# Platymiscium floribundum
Platymiscium floribundum är en ärtväxtart som beskrevs av Julius Rudolph Theodor Vogel. Platymiscium floribundum ingår i släktet Platymiscium och familjen ärtväxter. Inga underarter finns listade i Catalogue of Life.

## Bildgalleri